# Melankoli
För andra betydelser, se Melankoli (olika betydelser).

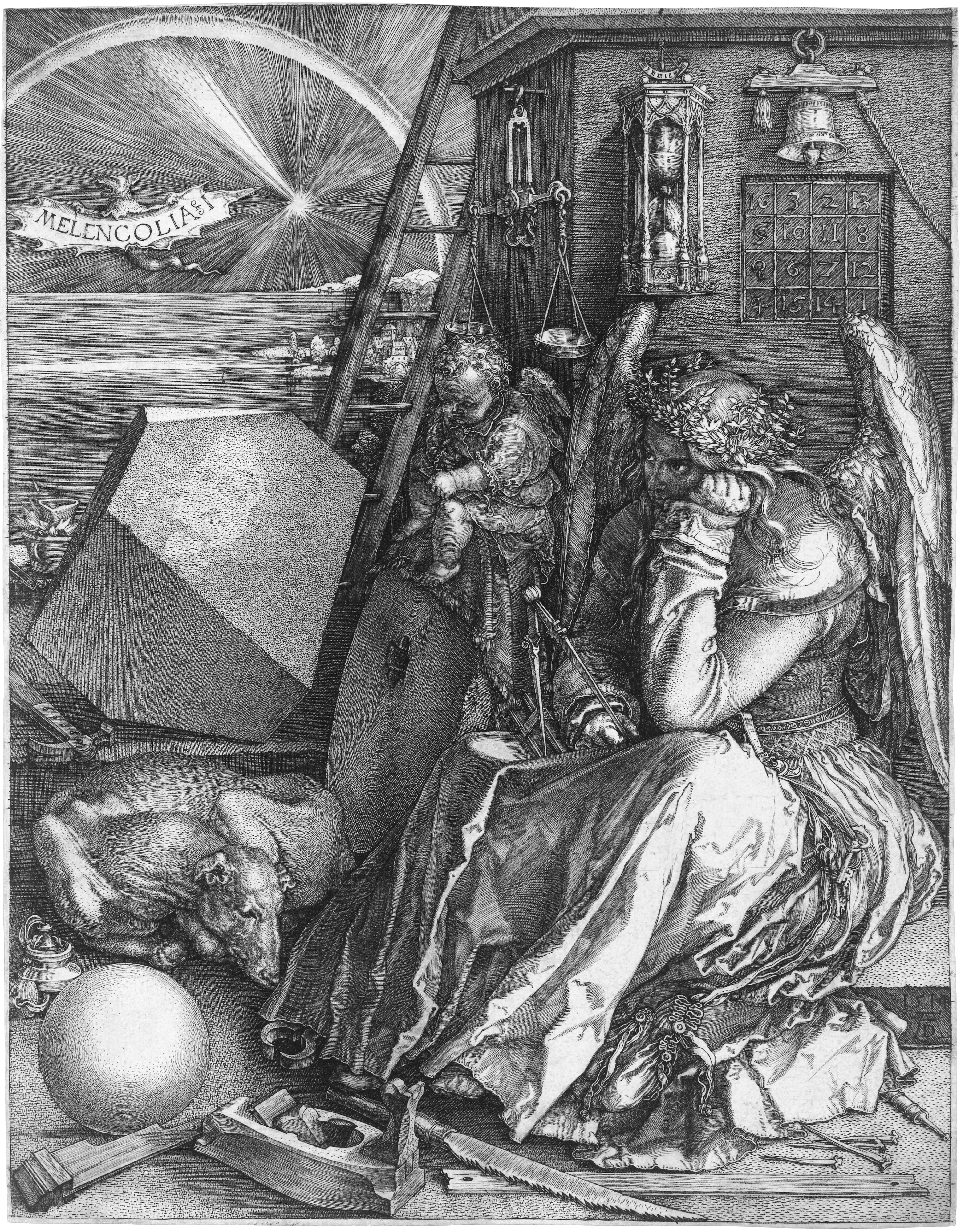
Melencolia I av Albrecht Dürer.

Melankoli (från grekiskans μέλαινα χολος mélaina chólos, ’svart galla’) (latin: melancholia, lypemania) är en form av djup depression och ingår i gruppen psykiska sjukdomar som berör stämningsläget – de affektiva störningarna.

## Historia
I den humoralpatologiska läran som på 400-talet f.Kr. framlades i Hippokrates skrifter, var individens hälsa beroende av förhållandet mellan de fyra kroppsvätskorna blod, slem, gul galla och svart galla. Individens personlighet bestämdes av vilken vätska som var den dominerande och personer som dominerades av svart galla betraktades ha en melankolisk personlighetstyp. Då alla vätskorna var i balans var människan vid hälsa. Sjukdom uppstod då vätskorna i kroppen var i obalans.
Pytagoras lärjungar, pytagoréerna (580–500 f.Kr.), såg fyrtalet som den styrande principen i universum: Till exempel betraktades universum bestå av de fyra elementen jord, vatten, eld och luft; livet bestod av ungdom, vuxenliv, deklination och ålderdom: Det fanns (och finns) fyra årstider, fyra väderstreck; dagen delades upp i fyra och människans sinnelag i fyra olika temperament. Svart galla, och sedermera melankoli, kopplades ihop med jorden, nordanvind, kväll och ålderdom.
Melankoli kom som medicinsk diagnos i Sverige först 1924. Tidigare hade det snarare setts som en ovanlig egenskap som endast var förunnat ett fåtal, ofta förknippat med konstnärssjälar i svårmod. Gellius, en romersk författare som levde på 100-talet kallade det för ”hjältarnas sjukdom”, och Aristoteles skriver i sin Problemata XXX, I:
| ” | Varför är det så, att alla de som blivit framstående inom filosofi eller politik eller poesi, att alla dessa tydligt är melankoliker, och somliga av dem till den grad att de drabbats av sjukdomar framkallade av svart galla? | „ |

Man var melankoliker då den svarta gallan var dominerande, men att vara melankoliker behövde tidigare inte nödvändigtvis vara synonymt med att vara sjuk, även om melankoli kunde vara en sjukdom. Enligt Marsilio Ficino (1433–1499) innebar melankolin högsta rang av ett intellektuellt liv, befriat från alla medicinska inskränkningar. 
Som behandling mot sjukdomen melankoli ombads patienten att vistas i ljusa rum, undvika kryddstark mat, vara moderat med alkohol, att bada och gymnastisera. Även långresor och underhållning kunde ordineras.

### Freud
Sigmund Freud försöker förklara det svårgripbara begreppet melankoli genom en jämförelse med det mer lättförståeliga sorg i texten Trauer und Melancholie som publicerades 1916.
När man sörjer, skriver Freud, försvinner intresset för omvärlden och vårt ego absorberas fullständigt av att sörja. Melankolikerns ego absorberas på liknande sätt och personen stänger ute omvärlden precis som den sörjande. Skillnaden är att melankolikern inte upplevt en egentlig förlust, men på något sätt blivit kränkt och besviken, och sörjandet därför inte vänder sig mot ett faktiskt objekt. Melankolikern skiljer sig också åt från den sörjande genom att nedvärdera sitt ego till någonting värdelöst som inte är till någon nytta och borde bestraffas. Egenbilden av moralisk underlägsenhet resulterar i sömnlöshet och matvägran och – vad som är psykologiskt förvånande – en saknad av överlevnadsinstinkt vilket annars är en gemensam strävan för allt levande. Oavsett om melankolikern varit högpresterande, socialt aktiv och ansvarsfull eller inte bidragit till samhället på något sätt kommer de uttala sig lika nedsättande om sitt ego när melankoli utvecklats. 
Gemensamt för alla melankoliker anser Freud vara att den självförebråelse de ger uttryck för egentligen är förebråelser och klander mot en person som melankoliker har älskat, borde älska eller fortfarande älskar. Alla nedsättande ord som sägs om det egna egot är egentligen menat som klander till någon annan. Därför är de inte ödmjuka och undergivna som annars kunde vara naturligt för så ”värdelösa” människor som de ger uttryck för att tycka sig vara, utan ofta tycker sig melankolikern bli orättvis behandlad av omgivningen. Freud menar att melankolikern har en narcissistisk personlighet. Libidon som tidigare riktats mot ett objekt (förslagsvis en person) riktas istället genom regression till det egna egot. 
Melankolin har alltså enligt Freud vissa drag gemensamt med sörjandet och andra bitar kommer från processen att narcissistisk objektivism (då libidon är riktad mot ett objekt) till ”vanlig” narcissism, riktad mot egot. Han uttryckte skillnaden på följande sätt: ”I sorgen har världen blivit fattig och tom, i melankolin är det jaget självt.” Att vara deprimerad innebär således en förlust som drabbar egot, medan sorgen är riktad mot förlusten i världen utanför oss.
Melankolin har genom tiderna varit förknippad med ett svårmod och en tungsinthet, men trots detta har melankoli setts som någonting åtråvärt som drabbar eliten och inte sällan skapar kreativa uttryck hos en konstnärssjäl. De som drabbas av melankoli idag är drabbade av en svårare depression, vilket inte längre för tankarna till något exklusivt eller en elit, utan melankolikern har istället blivit en av många som idag behöver hjälp för att hitta sig själv eller se en mening i livet i vårt samhälle. Karin Johannisson uttrycker detta i sin bok Melankoliska rum (2009): ”När melankolikern blev deprimerad tappade han sin exklusivitet”.

## Medicinsk diagnos
Melankoli har varit ett vedertaget begrepp sedan många tusen år tillbaka. I moderna ICD-10 har diagnosen utgått, tillståndet räknas till klass F32 depressionstillstånd. Inte heller i DSM-IV används begreppet, men det kan anses likvärdigt svår egentlig depression.
I sjukvårdsupplysningen går att läsa om melankoli:
| ” | Den svåraste formen av egentlig depression kallas melankoli. Man blir tungsint och det går inte att avleda eller påverka symtomen genom yttre stimulans. Allt känns plågsamt och man känner en total likgiltighet inför omvärlden och har inget engagemang för någonting, inte ens för sina anhöriga. Ofta vaknar man vid tre-fyra tiden på morgonen och mår som sämst då, men känner sig något bättre framåt eftermiddagen och kvällen. Man känner stark oro och ängslan. Ångesten gränsar ibland till dödsångest och kan vara mycket plågsam, särskilt när man vaknar tidigt på morgnarna | „ |

Melankoli är med andra ord en svårbestämbar sjukdom som lämnar mycket till läkarens godtycklighet och kommunikationen mellan patient och läkare. Den drabbade personen ska inte kunna känna lust eller glädje och inte reagera inför vanligtvis positiva stimuli. Dessutom ska minst tre av följande symtom föreligga:
- Sänkt stämningsläge.
- Stämningsläget är lägst på morgonen.
- Tidigt uppvaknande.
- Rörelsemönstret är betydligt snabbare (psykomotorisk agitation) eller långsammare (psykomotorisk hämning) än normalt.
- Påtaglig aptitlöshet eller viktminskning.
- Uttalade skuldkänslor eller mindervärdeskänslor ofta av psykotisk typ – de drabbade har inte kontakt med verkligheten och kan till exempel tro att de begått kriminella handlingar.

På 1970-talet ökade intresset för neuroendokrina produkter vid psykiska sjukdomar, och kortisol upptäcktes kunna hjälpa till för att diagnostisera melankoli. Melankoliska patienter visade sig ha höga halter av just detta ämne under natten. Ett test, dexamethasone suppression-testet (DST) visade på anormala halter av kortisol i kroppen vid melankolisk depression. Halterna blev normala vid behandling av sjukdomen för att sedan återgå till att vara anormala vid avslutad behandling.
Vidare ses ofta låga värden av östrogen, progesteron, testosteron, och tyrodeahormonerna tyroxin och trijodtyronin, men förhöjt TSH, hos kvinnliga patienter med melankoli, där i synnerhet östrogenet är lågt. Det förekommer dock individuella skillnader, i synnerhet i fråga om testosteronnivåerna som kan vara förhöjda. Melankoli kan också förekomma vid tillstånd av förhöjda tyroideahormoner i blodet.

## Behandling
Delvis på grund av den höga självmordsfrekvensen bör personer med melankoli börja behandling snarast möjligt.
Alla former av depressioner behandlas i dag med olika antidepressiva mediciner, terapi och/eller elektrokonvulsiv behandling (ECT). ECT har visats sig fungera bäst (evidensstyrka 2) på patienter med svår depression och melankoli.
I en klinisk studie blev 90 procent av patienterna bättre inom tre veckor vid behandling med bilateral ECT. Personer med melankoli och mani svarar snabbt på ECT medan personer med ”vanliga” eller inte lika svåra former av depression inte kan tillgodogöra sig behandlingen på samma sätt. Eftersom ECT återställer balansen av hormoner och andra transmittorsubstanser i hjärnan ligger det nära till hands att anta att melankoli uppkommer av en obalans, vilket kanske inte alltid behöver vara fallet vid andra typer av depressioner. 
Enbart samtalsterapi har inte bevisats ha någon effekt på melankoliska patienter, vilket kan tyckas uppenbart då en del av de melankoliska symtomen är att inte kunna tillgodogöra sig yttre stimuli eller vara kapabel att engagera sig. 
Antidepressiv medicin som täcker ett brett spektrum, som tricykliska antidepressiva har visats sig vara mer effektiva för melankoliska patienter än icke-melankoliska patienter. Tricyklika är effektivt i behandlingen av melankoli, dock mindre effektivt än ECT. Litium har visats vara effektivt för att minska den suicidala benägenheten, både hos personer med egentlig depression med och utan melankoli. De nyare SSRI-preparaten har bara en något högre tillfriskningskvot än placebopreparat och tycks fungera bäst på patienter med mildare depressioner.
I kliniska studier av personer med egentlig depression utan melankoli finns också en del forskning som tyder på att män och kvinnor svarar olika på olika preparat. Kvinnor i fertil ålder svarar bättre på SSRI än på tricyklika, medan män och postmenopausala kvinnor svarar bättre eller lika bra på tricyklika som på SSRI. Baserat på liknande studier kan man göra antagandet att könshormoner påverkar hur patienten svarar på olika typer av psykofarmaka. Även då dessa studier inte är gjorda på patienter med melankoli, är det inte omöjligt att könshormonerna även påverkar vilken typ av behandling som är lämplig vid denna sjukdom.